# Kiara Payung
Kiara Payung is een bestuurslaag in het regentschap Tangerang van de provincie Banten, Indonesië. Kiara Payung telt 12.290 inwoners (volkstelling 2010).